# 永野鎮雄
永野 鎮雄（ながの ちんゆう/しずお、1908年7月25日 - 1982年12月7日）は、日本の僧侶、政治家、参議院議員（1期）。戦後、政財界で活躍した永野一族の一人。

## 来歴・人物
広島県下蒲刈島にある浄土真宗本願寺派弘願寺の生まれ。旧制広島一中、旧制広島高校を経て東北帝国大学卒業後、1939年龍谷大学文学部卒業、1941年に龍谷大学研究科を卒業。自坊の弘願寺住職を継承した後に西本願寺宗務所に勤務し、総務や親鸞聖人大遠忌常務理事などを歴任。1957年には全日本仏教会の代表として当時正式な国交のなかった中華人民共和国を訪問している。
1968年、第8回参議院議員通常選挙に自由民主党公認で全国区から立候補し当選。自民党宗教部長に就任した。議員を1期務めて退任した後は浄土真宗本願寺派宗会議員、龍谷大学理事、武蔵野女子学院理事・全国教誨師連盟常務理事に就いた。
1979年秋の叙勲で勲二等瑞宝章受章。
1982年12月7日死去、74歳。死没日をもって従四位に叙される。

## エピソード
同郷・同宗派の僧侶政治家である山下義信の孤児救済活動を陰に陽に援助していた。

## 永野一族
```
　永野小佐衛門
　　 (常浄)　弘願寺初代
 　　　┃
　　　(略)
 　　　┃
　　　法城　弘願寺11代（継いでいない）
 ┏━━╋━━┳━━━━┳━━━┳━━━┳━┓
 
護
　 
重雄
　男(早世) 
俊雄
　
伍堂輝雄
　
鎮雄
 
治

 ┣━━━━┳━━━━━━┓　　　 
弘願寺12代

厳雄
　 　　
健
　　　　　　
正

 ┣━━┓　┣━━┓　　　┣━━━┳━━┓

一郎
　
耕二
 
彰
 　
健二
 
今村正樹
　
康之
　 
弘
```

長兄は政治家で弁護士・実業家の永野護、次兄は新日本製鐵会長の永野重雄。三兄は早世。四兄永野俊雄は五洋建設会長、五兄・伍堂輝雄は海軍中将、商工大臣などを務めた伍堂卓雄の養子となり日本航空会長などを務めた。永野鎮雄は六男となる。末弟永野治は国産ジェットエンジンの開発で知られ石川島播磨重工会長となった。また護の子永野厳雄は広島県知事・参議院議員、永野健は三菱マテリアル社長及び日経連会長になるなど揃って政財界で活躍した。